# Peugeot Tipo 176

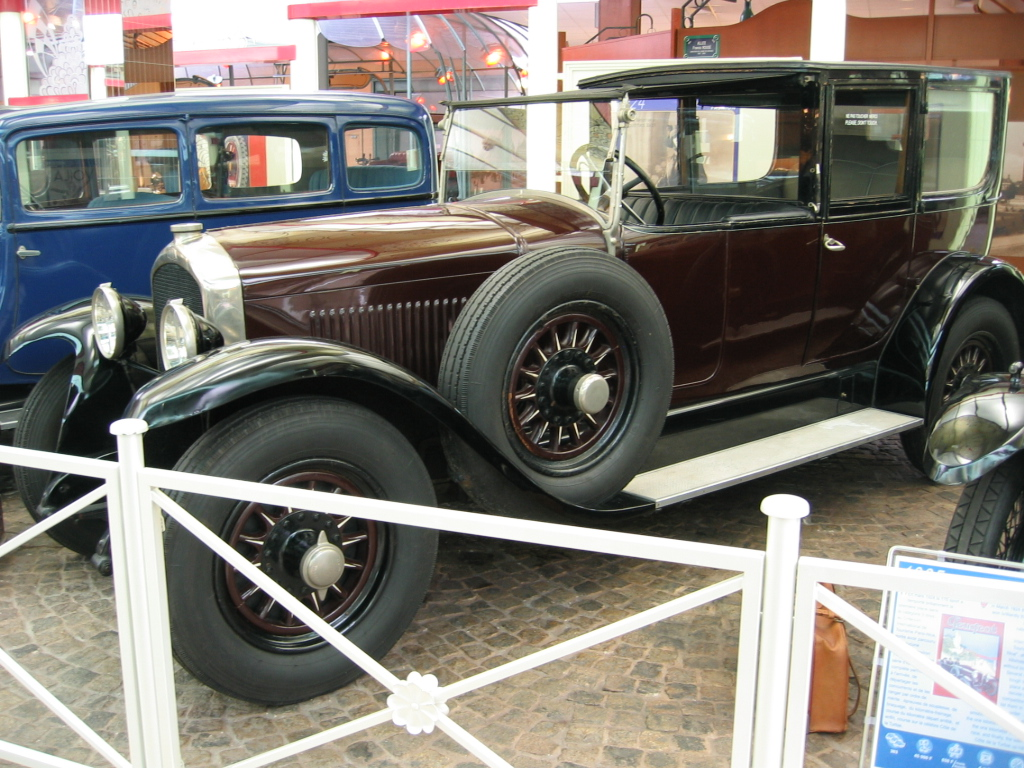
Peugeot Tipo 176 en el Museo Peugeot de Sochaux

El Peugeot Tipo 176 fue un automóvil de gama alta producido entre 1925 y 1928 por el fabricante de automóviles francés Peugeot. El coche tenía un motor de cuatro cilindros de 2493 cc, que era de un diseño más moderno, y a pesar de la baja cilindrada, el coche funcionaba mejor que sus predecesores. Con este motor el vehículo podía ser empujado a una velocidad máxima de 110 kilómetros por hora. El coche aparece en la película Midnight in Paris. 